# Famine irlandaise de 1740-1741
La famine irlandaise de 1740–1741 fut peut-être de même ampleur que la Grande Famine plus connue de 1845-1852,. 
Alors que cette dernière eut pour cause une attaque du mildiou qui détruisit la récolte de pomme de terre, celle de 1740–1741 fut la conséquence de mauvaises conditions climatiques (froid extrême et pluies excessives) pendant deux années consécutives, qui se traduisirent par une baisse importante des récoltes. La vague de froid, dont les effets touchèrent toute l'Europe, est maintenant considérée comme le dernier épisode froid marquant la fin du Petit âge glaciaire (1400–1800).

## Bilan
Du fait de l'absence de recensements au cours du XVIIIe siècle et de registres de l'Église catholique romaine, à cause des lois pénales introduites par les Anglais en Irlande en 1695, il n'existe aucune information disponible sur le nombre de décès causés par la famine. L'évaluation de la mortalité lors de la famine des pommes de terre a présenté des difficultés, malgré les résultats des recensements de 1848 et 1851. Toutefois, l'historien irlandais, Joe Lee, a estimé sur la base de données contemporaines, et d'informations sur d'autres famines de la même époque, que la mortalité de la famine de 1740-1741 a été similaire à celle de la Grande Famine du siècle suivant, soit un dixième de la population.
L'année 1741, au cours de laquelle la mortalité fut la plus importante, est restée dans la mémoire populaire comme « l'année du massacre » (bliain an áir en irlandais).